# Albin Horvatiček
Albin Horvatiček (Zagreb, 11. veljače 1947.), književnik, pjesnik, prozaik, dramski pisac.

## Životopis
Rođen je u Zagrebu, osnovnu i srednju školu završio u Zagrebu, studirao ekonomiju i slikarstvo. 
Trenutačno živi u Zagrebu gdje radi kao poduzetnik i kao samostalni književnik.
Pripadao je krugu tvz. OFF pjesništva i jedan je od pokretača i urednika književnog Off časopisa. 

## Djela

### Roman
- “Ljubav za Isidoru Duncan” Mladost, Zagreb (1979.)

### Poezija i proza
- “Prošetao sam” Spektar, Zagreb (1971.)
- “Ptice” Intergraf, Zagreb (1975.)
- “Uomini e/o cani” Sfinga, Napoli (1983.)

```
  Paučina,Blagec, Zagreb (2011)
```

### TV drama
- “Prijeđi rijeku ako možeš” u koautorstvu sa Stijepom Mijovićem Kočanom (1977.)

## Citati
- Napišem nešto što bi me vratilo samom sebi

Albin, "Ljubav za Isadoru Duncan"
- I jaki se boje ljepote

Albin, "Ljubav za Isadoru Duncan"
- Eto, ja mogu popiti koliko god hoćui neću biti pijan, jer pijem iz užitka, a ne iz očaja; kad sam očajan ležim u krevetu danima i rješavam problem, a kad ga riješim onda to i proslavim

Albin, "Ljubav za Isadoru Duncan"
- Ja sam se tu našao kao namjerna greška koju je slikar učinio da bi dosadan crtež ispunio iznenađenjem

Albin, "Ljubav za Isadoru Duncan"
- Čitam knjige, razmišljam i to mi je dovoljno....ujutro prenašam vreće, i samo prenašam...Uvijek gubi samo onaj koji prima, a dobiva onaj koji daje

Albin, "Ljubav za Isadoru Duncan"
- Njihov je moto imati kola, piti viski u Skoču, ševiti mačke šminkerice, a ako to ne možeš, onda padaš na šminkerskoj ljestvici. za to treba imati puno love, ali tatine. Oni koji to ne mogu ulaze u obratni šminkeraj, hodaju okolo poderani, prljavi, na sebi imaju kojekakav nakit i izvježbano lažno ponašanje. Između sebe dijele piće i lovu, smijući se tako onima koji su navodno šminkeri. Od šminkera znaju užicati sitniš i tako bijednik ispred bijednika stoji, misleći kako su suprotna klasa

Albin, "Ljubav za Isadoru Duncan"
- Ljubav ima vrijednost samo za onoga koji je osjeća

Albin, "Ljubav za Isadoru Duncan" 